# ماتریس بولی
در ریاضیات، ماتریس بولی به ماتریسی گفته می‌شود که ورودی آن جبر بول باشد.
هنگامی که جبر بول دو عنصری به عنوان ورودی انتخاب می‌شود، این ماتریس بولی تحت عنوان ماتریس منطقی نیز شناخته می‌شود. ( در برخی رشته ها به ویژه علوم کامپیوتر، اصطلاح ماتریس بولی به طور ضمنی همین محدودیت به دو عنصر را شامل می‌شود. )
فرض کنید {\displaystyle U} یک جبر بول غیر بدیهی باشد ( یعنی دارای حداقل دو عنصر می‌باشد ). در {\displaystyle U}، عملیات های اشتراک، اجتماع، متمم، و مشمولیت تعریف شده اند. حال {\displaystyle V} مجموعه ای از ماتریس های {\displaystyle n\times n} است که عناصر ورودی آنها از {\displaystyle U} گرفته شده است.
متمم یک ماتریس از طریق گرفتن متمم هر عنصر به‌دست می‌آید.
اشتراک یا اجتماع دو ماتریس با اعمال این دو عملیات به جفت عناصر به‌دست می‌آید
یک ماتریس زیر مجموعه ماتریس دیگر است، اگر هر عنصر ماتریس اول در عنصر متناظر ماتریس دوم وجود داشته باشد.
ضرب ماتریس بولی
ضرب دو ماتریس بولی به صورت زیر تعریف می‌شود:
{\displaystyle (AB)_{ij}=\bigcup _{k=1}^{n}(A_{ik}\cap B_{kj})}
که در آن هر عنصر {\displaystyle (AB)_{ij}} اجتماع اشتراک عناصر متناظر است.
ویژگی ها
بنابر نظر نویسنده، ماتریس هایی که بر پایه یک جبر بولی دلخواه {\displaystyle \beta } تعریف شده اند، اکثر خواص ماتریس هایی که بر اساس {\displaystyle \beta _{0}=\{0,1\}} هستند را دارا می‌باشند. دلیل آن این است که هر جبر بولی، زیر جبر بولی {\displaystyle \beta _{0}^{S}} برای یک مجموعه {\displaystyle S} است و ما یک نگاشت بین ماتریس های {\displaystyle n\times n} از {\displaystyle \beta _{0}^{S}} به {\displaystyle \beta _{n}^{S}} داریم.